# Jessen (Niederau)

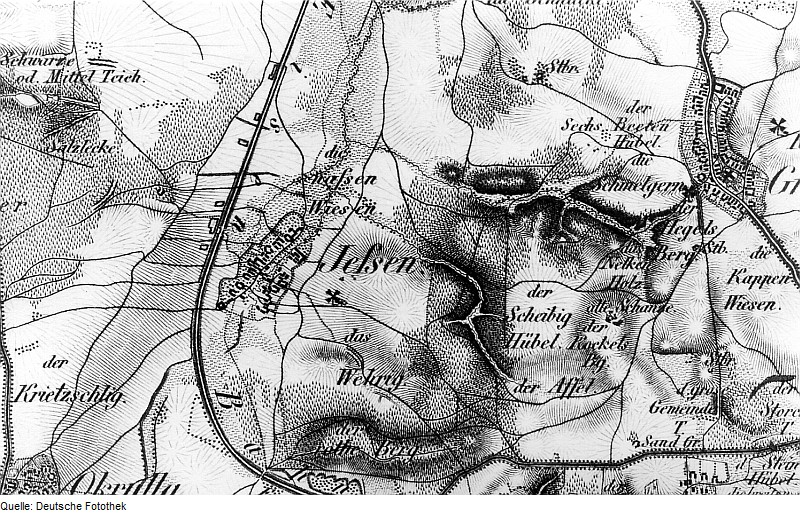
Jessen auf einer Karte aus dem 19. Jahrhundert

Jessen ist ein Ortsteil der Gemeinde Niederau im Landkreis Meißen in Sachsen.

## Geographie
Jessen liegt in der gleichnamigen Gemarkung im Norden der Gemeinde Niederau. Benachbarte Orte sind die Niederauer Ortsteile Großdobritz im Osten, Gohlis und Oberau im Südosten, Gröbern im Süden sowie Ockrilla im Südwesten. Nördlich benachbart sind diverse Ortsteile der Gemeinde Priestewitz.
Jessen erstreckt sich in Südwest-Nordost-Richtung am Lenzbach, der nach Norden in Richtung Großenhain zur Großen Röder abfließt. Im Osten der Flur liegt das Großdobritzer Wäldchen, im Westen das Gävernitzer Heidchen. Landwirtschaftlich genutzte Flächen umgeben den Ortsteil. Er besteht im Wesentlichen aus dem alten Dorfkern an der Oberen bzw. Unteren Dorfstraße und einer sich nach Osten entlang des Mühlwegs ausdehnenden Kleinsiedlung. Wenige 100 Meter östlich bzw. westlich der Ortslage verlaufen die Bahnstrecken Berlin–Dresden bzw. Leipzig–Dresden. 
Ortsverbindungsstraßen gibt es von Jessen zur Bundesstraße 101 nach Ockrilla (Jessener Straße), nach Gröbern und nach Böhla (Böhlaer Straße). An den ÖPNV ist Jessen über die Buslinie 408 der Verkehrsgesellschaft Meißen angebunden.

## Geschichte
Der Ort fand 1272 erstmals Erwähnung als Gezzen ultra Albeam, als er zum Besitz eines „Henricus de Bathensdorp“ (Heinrich von Batzdorf) zählte. Der Ortsname ist altsorbischen Ursprungs, stammt von *jeseń, dem Wort für Esche (vgl. obersorbisch jaseń) und bedeutet somit „Siedlung bei der Esche/den Eschen“. Der Zusatz „ultra Albeam“ bedeutet „jenseits der Elbe“ und weist auf die Lage von Meißen aus gesehen hin – im Unterschied zum gleichnamigen Lommatzscher Ortsteil Jessen, der linkselbisch auf der Seite der Meißner Altstadt liegt. In den folgenden Jahrhunderten sind unter anderem die Formen „Yessen“, „Gessen“, „Yezzen“ und „Gesse“ verbürgt. Bereits 1378 ist auch die heutige Schreibweise belegt. Im Jahr 1875 heißt der Ort „Jessen b. Meißen“.
Das Straßenangerdorf war im Jahre 1900 von einer 366 Hektar großen Gelängeflur umgeben. Die Bewohner Jessens lebten vorwiegend von der Landwirtschaft; sie bewirtschafteten im Jahr 1764 eine Fläche von 21 Hufen zu je 10 bis 13 Scheffel. Eingepfarrt war und ist Jessen nach Gröbern. Die Grundherrschaft in Jessen übte 1547 das Meißner Domkapitel aus, wobei ein Anteil auch dem Rittergut Scharfenberg unterstand. Die Verwaltung oblag im 16. Jahrhundert dem Amt Hayn, 1764 dann dem Prokuraturamt und anteilig dem Erbamt Meißen. Im Jahre 1856 gehörte Jessen dann zum Gerichtsamt Meißen und kam danach zur Amtshauptmannschaft Meißen, aus der der gleichnamige Landkreis hervorging. Auf Grundlage der Landgemeindeordnung von 1838 erlangte Jessen seine Selbstständigkeit als Landgemeinde. Die Eingemeindung nach Gröbern erfolgte 1965, seit 1994 gehört Jessen zur Gemeinde Niederau.

## Einwohnerentwicklung
| Jahr | Einwohner                     |
| ---- | ----------------------------- |
| 1551 | 19 besessene Mann, 8 Inwohner |
| 1764 | 26 besessene Mann, 3 Häusler  |
| 1834 | 173                           |
| 1871 | 219                           |
| 1890 | 271                           |
| 1910 | 276                           |
| 1925 | 309                           |
| 1939 | 296                           |
| 1946 | 345                           |
| 1950 | 379                           |
| 1964 | 357                           |
| 1990 | siehe Gröbern                 |